# Tymbodesmus vidua
Tymbodesmus vidua är en mångfotingart som beskrevs av Cook 1899. Tymbodesmus vidua ingår i släktet Tymbodesmus och familjen Gomphodesmidae. Inga underarter finns listade i Catalogue of Life.